# 周廷徵
周廷徵（15世紀—1512年），字公賢，湖廣黄州府麻城县人，明朝政治人物。

## 生平
弘治二年（1489年）己酉科湖廣鄉試舉人，除临淮教谕，起复，改安福，十八年（1505年）十一月徵补山西道监察御史，正德二年（1507年）巡按山西河東盐政，五年改按陕西。平定安化王朱寘鐇反叛，六年六月以功升江西九江兵备副使，七年六月贼刘七等船泊于和尚港，去南京仅六十里，廷徵昼夜筹划，号令一新，以勞卒于官。

## 家族
子周戴，府同知、进阶朝列大夫。孫周弘祖、周弘禴、周弘祈（隆慶四年舉人）。曾孫周應嵩，進士、國子監博士。周應明，萬曆乙未進士，禮部主事。